# 居尔措 (梅克伦堡-前波美拉尼亚州)
居尔措（德語：Gülzow）是德国梅克伦堡-前波美拉尼亚州的市镇，隶属于梅克伦堡湖区县，总面积为12.01平方千米，截至2020年总人口为419人。